# Biserica de lemn din Țigăneștii de Criș

Biserica de lemn din Ţigăneştii de Criş, Bihor. Partea de apus, 2002.

Dosul altarului, 2002.

Biserica de lemn din Țigăneștii de Criș se află în localitatea omonimă din județul Bihor. Biserica a fost ridicată probabil în secolul 18 și conform tradiției, a fost adusă pe locul actual de peste vale, în secolul 19. Biserica se află pe noua listă a monumentelor istorice sub codul LMI:  BH-II-m-B-01223.

## Imagini

Tinda femeilor, 2002